# 중국은행 (홍콩)

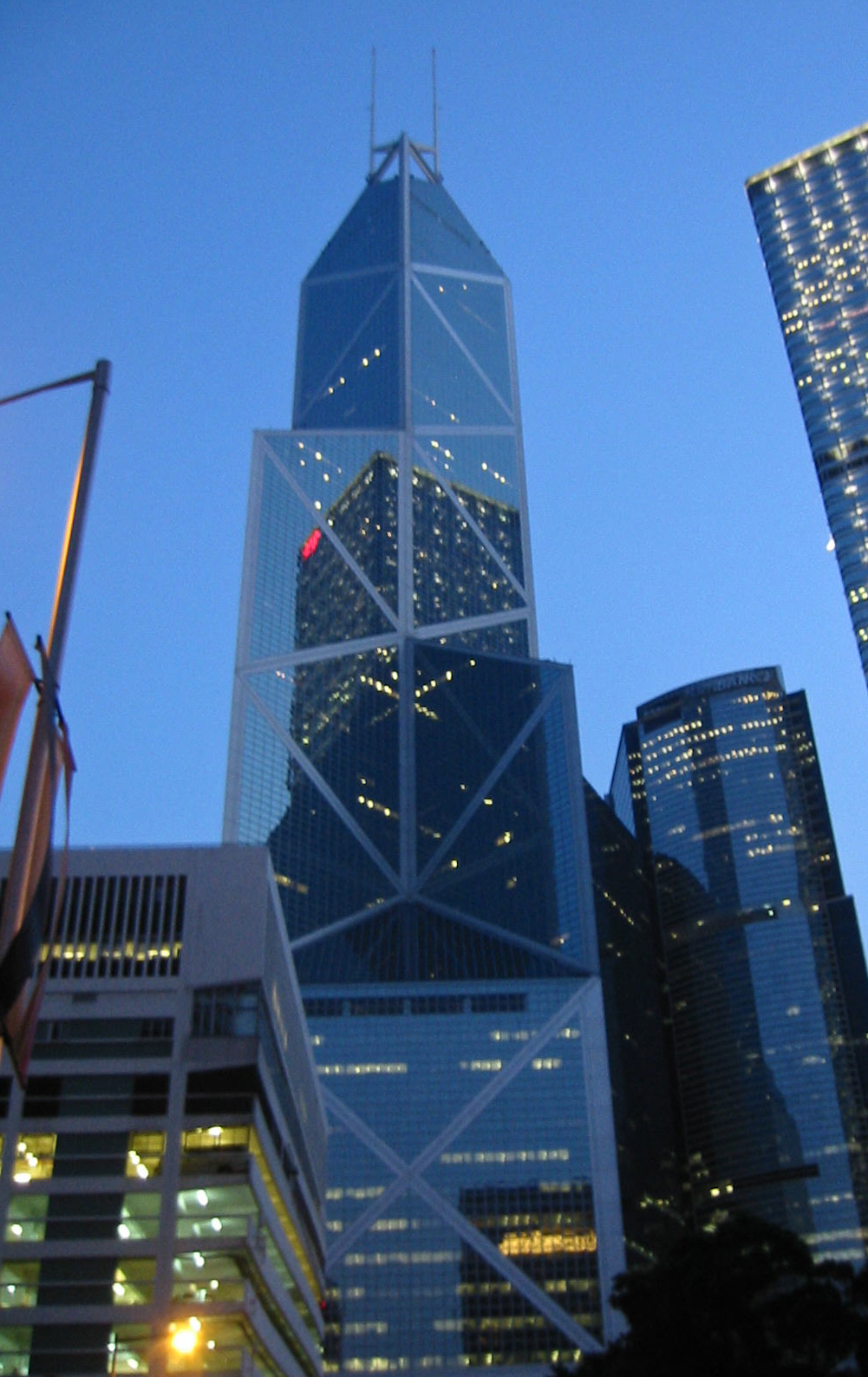
중국은행 타워

중국은행 (홍콩) (中國銀行，중국어 정체자: 中銀香港, 간체자: 中银香港, 홍콩: 2388)은 홍콩 제2의 국영 상업 은행이다. 역할은 중국은행의 홍콩 지점이지만 중국은행 본사와는 법인을 따로 두고 있다. 정식 명칭은 중국은행 (홍콩) 유한공사 (中國銀行(香港)有限公司)이고, 옛 명칭은 중국은행 홍콩분행(中國銀行香港分行)이다. 1917년에 설립 되었다.

## 같이 보기
- 중국은행
- 중국은행 타워